# آل جفرسون
آل جفرسون (انگلیسی: Al Jefferson؛ زادهٔ ۴ ژانویهٔ ۱۹۸۵) یک بازیکن بسکتبال اهل ایالات متحده آمریکا است.
از باشگاه‌هایی که در آن بازی کرده‌است می‌توان به بوستون سلتیکس، مینه‌سوتا تیمبرولوز، و یوتا جاز اشاره کرد.